# Transducer
En transducer är en anordning som omvandlar en form av energi till en annan. Exempel på energislag är elektrisk, mekanisk, elektromagnetisk (även ljus), kemisk, akustisk och termisk energi. Termen transducer innebär vanligen användning av en sensor/detektor, men varje anordning som omvandlar energi betraktas som en transducer. Sålunda kan en sensor beskrivas som den kompletta sammanställning som krävs för att detektera och kommunicera en viss händelse medan en transducer är den del som detekterar inkommen energi och avger information som sedan kan utnyttjas av den kompletta sensorn.

## Typer

### Elektromekanisk
- Ultraljudsgivare

### Elektromagnetiska
- Halleffekt-sensor

### Elektrokemiska
- pH-meter